# Amalie Milling
Amalie Milling (født 27. december 1999) er en kvindelig dansk håndboldspiller som til daglig spiller for Team Esbjerg og Danmarks kvindehåndboldlandshold.
Hun blev udtaget til landstræner Klavs Bruun Jørgensens bruttotrup til VM 2019 i Japan, men var ikke blandt de 16 udvalgte.